# Västra Göransåsen
Västra Göransåsen är ett naturreservat om 35 hektar som bildades 2008. Reservatet, som ligger i Ånge kommun, består av naturskog med mestadels gran. I likhet med det närbelägna reservatet Östra Göransåsen har området fått sitt namn från den fäbod som under 1700-talet beboddes av Göran Hindriksson-Sjöberg med familj.